# Espaces naturels du Nord
Sites du département du Nord de la France classés espaces naturels protégés

## Conservatoire d'espaces naturels du Nord et du Pas-de-Calais

### Les zones humides
- près d'une vingtaine de sites
- Carte

### Les coteaux Calcaires
- Plusieurs sites calcaires sont retenus dans le cadre de la Trame verte régionale, dont ceux d'Elnes, Camiers et Dannes
- Carte, Plaquette pédagogique

### Les sites d'intérêt géologiques
- (carte)
- Baives: Les Monts de Baives et la Réserve naturelle régionale du Mont de Baives se situent à l'extrémité sud-est du Parc naturel régional de l'Avesnois. D'une altitude proche de 220 mètres, formé sur un ancien massif corallien âgé de plus de 370 millions d'années, ce site est constitué des dernières pelouses calcicoles du département du Nord.

### Les gites à Chauve-souris
- 7 sites les cavités d'Ardres; Etaples ; Flayer ; La Loge, les remparts de Montreuil, le fort de Cerfontaine et le gite à chiroptères d'Hesdin.
- Carte

### Les Landes et Forêts
- Carte

### les terrils

#### Terril Sainte-Marie
- situé sur la commune de Auberchicourt
- (50° 20′ 35,5″ N, 1° 14′ 10,99″ E) Situation Satellite Google Maps
- carte

## Roselièredes Fiantons
- situé sur la commune de Pecquencourt
- (50° 23′ 12,97″ N, 3° 14′ 05,15″ E) Situation Satellite Google Maps

## Terrilet étang des Argales
- situé sur la commune de Pecquencourt et Rieulay
- (50° 22′ 46,41″ N, 3° 14′ 10,72″ E) Situation Satellite Google Maps
- Sentier de grande randonnée GR 121
- Le terril s'est édifié de 1910 à 1980 avec les roches stériles de la Fosse De Sessevalle de Somain pour les trois quarts, le reste provenant de la fosse Lemay à Pecquencourt. L'ensemble représentant 140 hectares d'emprise au sol avec 25 m de hauteur, il est le plus grand terril plat du bassin houiller nord. 70 hectares de forêt de bouleaux dont le Bouleau verruqueux et 33 hectares de plan d'eau accueille 250 000 visiteurs par an[1].

## Parcs Naturels du Nord
- Parc naturel régional Scarpe-Escaut
- Parc naturel régional de l'Avesnois

## Autres sites naturels
- Site naturel du Nord (liste)
- Réserve naturelle régionale de la carrière des Nerviens

## Faune
- Guide "Les poissons et leurs habitats dans le bassin Artois-Picardie" (par la Fédération des pêcheurs du Pas de Calais)